# Bolesław II Szczodry

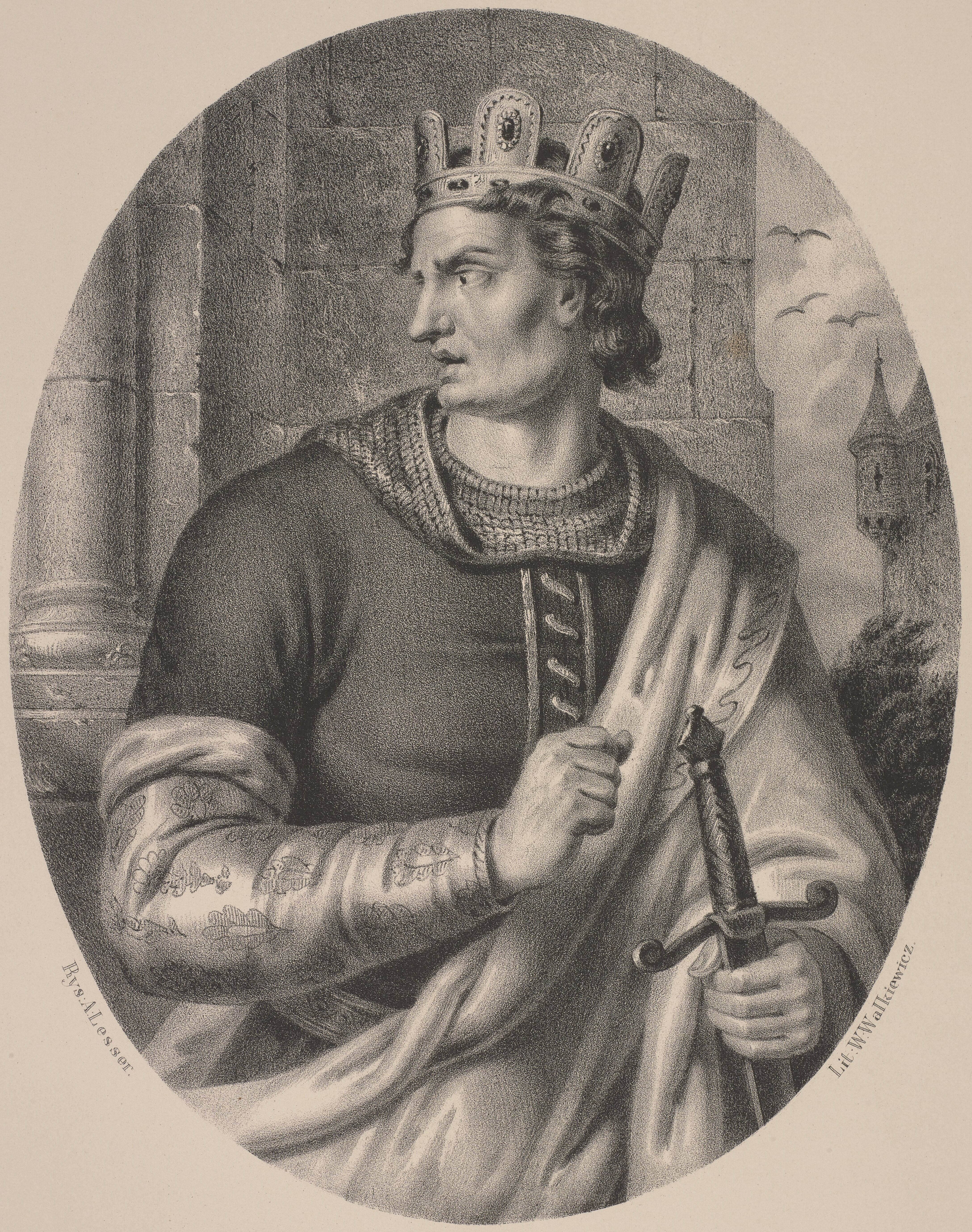
Bolesław II Śmiały, litografia W. Walkiewicza na podstawie rysunku Aleksandra Lessera.

Bolesław II zw. Szczodrym a. Śmiałym (ur. ok. 1042, zm. 2 a. 3 kwietnia 1081 a. 1082) – książę w 1058–1076, następnie król Polski w 1076–1079.

## Życiorys
Był pierworodnym synem Kazimierza Odnowiciela i Dobroniegi, córki Włodzimierza I Wielkiego, wielkiego księcia kijowskiego. Brat Władysława I Hermana. Imię otrzymał po swoim pradziadzie ojczystym Bolesławie I Chrobrym.
Dokładna data urodzenia Bolesława II nie jest znana. Historycy zwykle opowiadają się za rokiem 1042. Po śmierci ojca został w 1058 księciem polskim. Prowadził politykę zmierzającą do wzmocnienia pozycji państwa na arenie międzynarodowej i uniezależnienia od Cesarstwa. Ingerował w wewnętrzne sprawy sąsiadów (Czech, Węgier i Rusi). W wielkim sporze o inwestyturę dołączył do obozu papieskiego, co umożliwiło mu w 1076 koronację królewską. W 1079 skazał na obcięcie członków biskupa krakowskiego Stanisława, czym wywołał bunt możnych i musiał uciekać z kraju.
Zmarł na Węgrzech w 1081 lub 1082 roku. Miejsce jego pochówku jest nieznane.

## Przydomek
Gall Anonim konsekwentnie nazywał Bolesława II określeniem Szczodry (Largus) i używał go wyraźnie jako przydomka, natomiast innych określeń, jak „śmiały” (audax), „wojowniczy” (bellicosus) czy „dziki” (efferus) używał jako przymiotników (dopiero w Kronice wielkopolskiej przybrały one postać przezwisk). Powstał on za życia władcy lub wkrótce po jego śmierci. Uznaje się go za jedyny autentyczny przydomek tego władcy i jest stosowany w literaturze naukowej.
Sprawa właściwego przydomka króla Bolesława II jest kwestią dyskusji historycznej. Przemysław Wiszewski udowadnia, że Gall Anonim użył określenia „szczodry” jako szyderstwo . Kronikarz opisał tak Bolesława w anegdocie dotyczącej tego, jak władca obsypał złotem i srebrem jednego z duchownych. Według Wiszewskiego źle odczytywaliśmy puentę tej opowieści – obdarowany mężczyzna zmarł od ciężaru kruszca, a cały tekst był ironicznym atakiem na Bolesława. W związku z tym pojawiła się propozycja powrotu do używania przydomka „Śmiały”.
Bolesław II z określeniem Śmiały pojawia się po raz pierwszy w późnym Poczcie królów polskich. Określenie to było traktowane przez historiografię XIX i XX wieku jako przydomek . Badacze wskazują, że epitet nadany kilka wieków po śmierci danej osoby nie jest przydomkiem.

## Panowanie

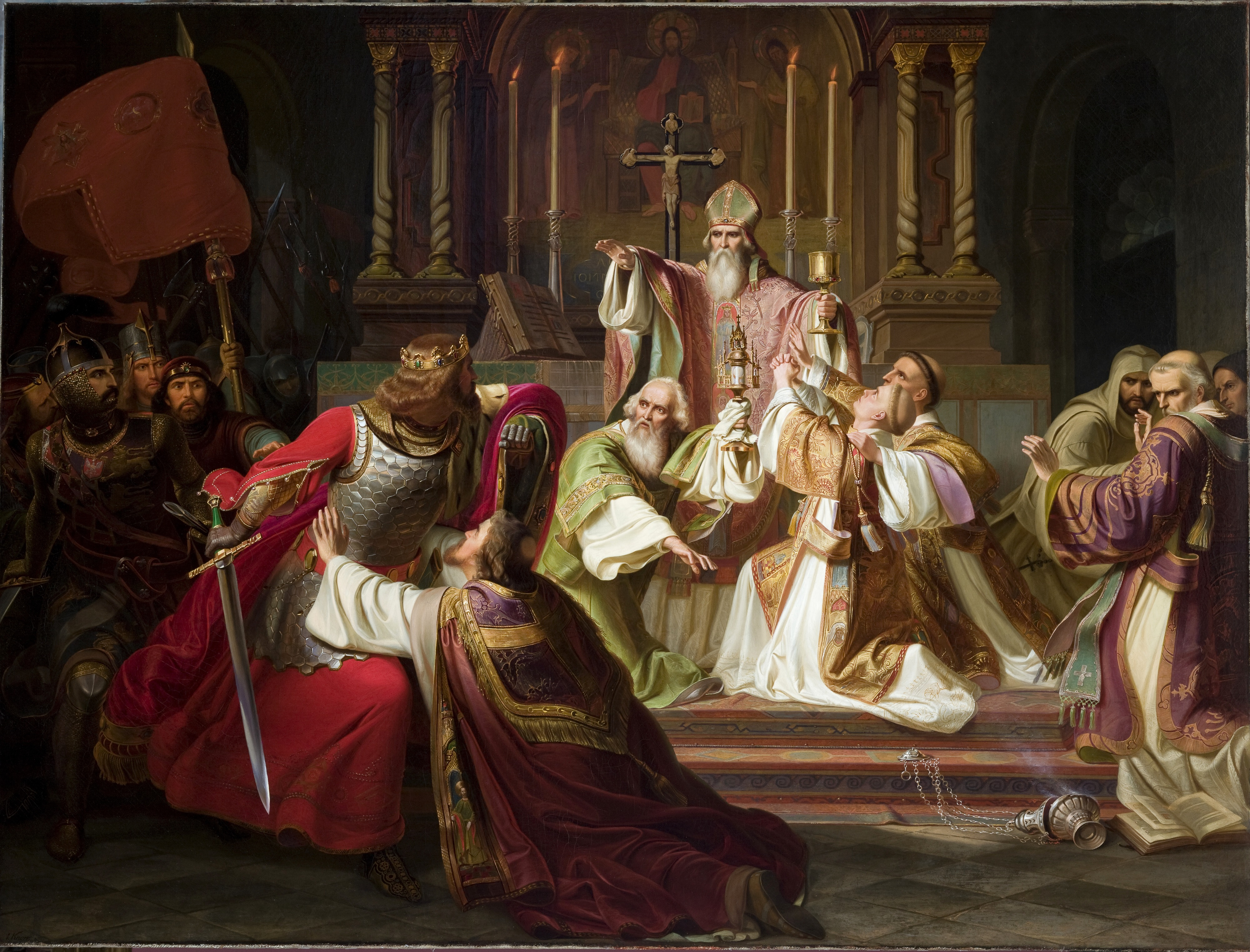
Biskup Stanisław Szczepanowski rzucający klątwę na króla Bolesława Śmiałego, obraz Juliusza Knoora z ok. 1840 roku

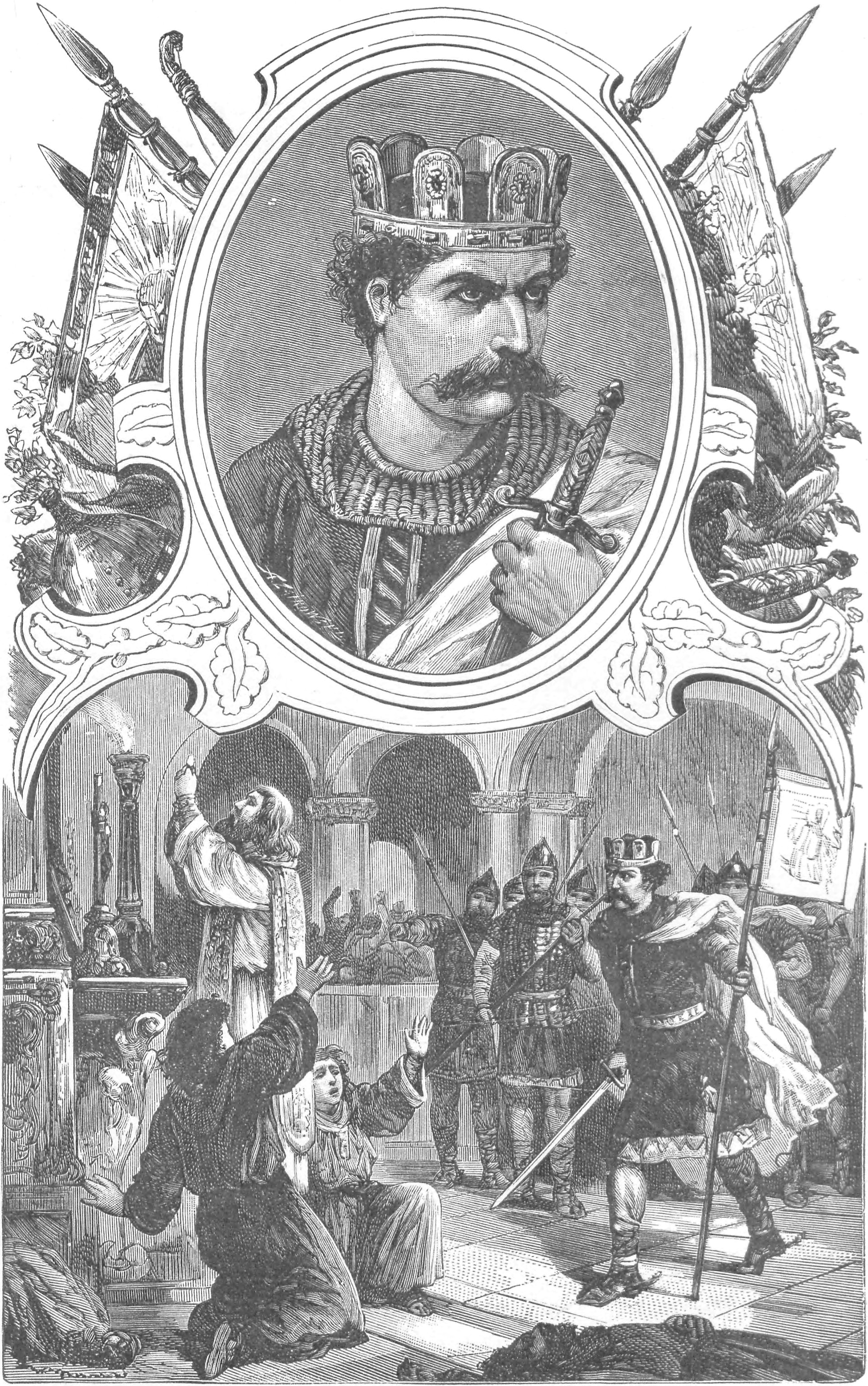
Bolesław Śmiały w cyklu Wizerunki książąt i królów polskich Ksawerego Pillatiego z 1888.

W 1058 roku, po śmierci ojca, Bolesław II Szczodry został księciem Polski. Nie zachowały się informacje, czy otrzymał całe państwo, czy też zmuszony był oddać młodszym braciom dzielnice. Przypuszcza się, że Władysław Herman otrzymał Mazowsze.
Głównym celem i zarazem programem politycznym Bolesława Szczodrego było powstrzymanie ekspansji niemieckiej i wzmocnienie państwa polskiego poprzez aktywną politykę zagraniczną. W ramach realizacji tych celów Bolesław Szczodry dążył do utrzymywania na tronach Rusi i Węgier przyjaznych sobie władców, co niejednokrotnie wymuszało interwencję zbrojną w tych państwach. W 1060 roku zorganizował on pierwszą wyprawę na Węgry w celu osadzenia na tamtejszym tronie swojego sojusznika, Beli I.
W Europie zachodniej trwał w tym czasie spór o inwestyturę, tj. konflikt pomiędzy papieżem Grzegorzem VII i cesarzem Henrykiem IV o dominującą rolę w Europie. W sporze tym Polska, wraz z Węgrami, opowiedziała się za papieżem. Celem takiej polityki Bolesława było z jednej strony osłabienie cesarza, z drugiej zaś uzyskanie korony królewskiej. Cel ten został osiągnięty w Boże Narodzenie 25 grudnia 1076 roku, gdy arcybiskup gnieźnieński Bogumił w obecności legatów papieskich koronował Bolesława w katedrze gnieźnieńskiej na króla Polski.
Następnie próbował Bolesław osadzić na tronie kijowskim innego swojego sojusznika. Według kroniki Wincentego Kadłubka, w czasie długoletniej wyprawy pozostawione w Polsce żony polskich rycerzy zdradzały ich z zarządcami majątków. Rycerze postanowili wrócić do kraju bez zgody króla, który oburzony zakończył wyprawę bez wygranej i postanowił rozprawić się ze zdrajcami i niewiernymi żonami.
Jak pisze Kadłubek, surowe kary (przystawianie szczeniąt do piersi) spotkały się z krytyką biskupa krakowskiego Stanisława, który wyciąga ku niemu miecz klątwy (nie jest jasne, czy oznacza to faktyczne rzucenie klątwy, czy jedynie jej groźbę). Bolesław niepokornego biskupa skazał na „obcięcie członków”, czyli nosa, ucha lub uszu, bądź palców. Była to kara przewidziana dla zdrajców, której jednak nie wolno było zastosować wobec osoby duchownej. (Nie należy jej też mylić z karą śmierci, jakkolwiek często zdarzało się, że śmierć następowała w wyniku utraty krwi lub zakażenia.) Wcześniejszy kronikarz, Gall Anonim, nie podaje dokładnej przyczyny konfliktu, a jedynie jego skutki, obie jego strony obarczając równą winą, jednakże w stosunku do biskupa używa określenia „biskup-zdrajca”. Jak utrzymują niektórzy historycy i badacze (np. Paweł Jasienica, Tadeusz Wojciechowski), biskup Stanisław spiskował przeciw silnej władzy królewskiej. Widocznie bliskie związki biskupa z kołami opozycji możnowładczej ściągnęły nań zarzut zdrady i karę, jaką prawo przewidywało dla łamiących obowiązek wierności królowi. Inni, jak Feliks Koneczny, wskazują jeszcze inne przyczyny konfliktu biskupa i króla, a mianowicie walkę Stanisława o uznanie testamentów i immunitet kościelny.
Legenda głosi, iż rozszczepienie ciała biskupa spowodowało bunt możnowładców i po przegranej w tym konflikcie król uszedł w 1079 roku z kraju na Węgry, gdzie według kroniki Galla Anonima nie zsiadł nawet z konia (co było oznaką wyższości, pogardy), przywitany przez króla węgierskiego Władysława. Niektórzy historycy mówią, że Bolesław został otruty. Według (wątpliwej wiarygodności) podań późnośredniowiecznych Bolesław resztę życia spędził jako mnich milczący w miejscowości Ossiach w Karyntii.
Następcą Bolesława na tronie Polski został jego brat, Władysław I Herman. Bolesław Szczodry, w literaturze przedmiotu uważany jest za jednego z najbardziej utalentowanych władców z dynastii Piastów.

## Polityka wobec Czech
Około 1060 Bolesław Szczodry wyprawił się do Księstwa Czech, w celu powstrzymania interwencji wojsk Brzetysława I na Węgrzech, gdzie o władzę walczył wspierany przez Polskę książę Bela, a także prawdopodobnie odzyskania kontroli nad zamieszkiwaną przez Gołęszyców ziemią opawską, gdyż tereny te do 1038 r. należały do państwa Piastów. Polskie wojska gdy tylko przekroczyły sporną granicę, zaczęły oblężenie Grodźca Gołęszyckiego. Polskę wspomagały wojska Pomorzan. Bolesław wpadł w czeskie zasadzki i ledwo uszedł z życiem. Przegrana doprowadziła do tymczasowego osłabienia Polski, co według Galla Anonima poskutkowało oderwaniem się Pomorza Gdańskiego.
Klęska pod Grodźcem Golęszyckim miała duże znaczenie dla stosunków polsko-czeskich. Tu polityka polska biegła dwoma torami: Bolesław udzielał schronienia księciu Jaromirowi, ale także w 1061 roku poparł jego przeciwnika, księcia Wratysława II. Wyrazem nowego układu sił było małżeństwo Wratysława z siostrą polskiego księcia Świętosławą. Jego konsekwencją było uchylenie się Bolesława od udzielenia pomocy Węgrom, kiedy spadła na nich odwetowa i skuteczna wyprawa cesarska w 1063 roku. Przyjął natomiast uciekinierów, synów Beli I, Gejzę i Władysława.
W 1068 r. stosunki polsko-czeskie uległy naprężeniu. Książęta morawscy Konrad i Otto, poparci przez możnych z rodu Wszeborowiców „posłali i odwołali z Polski swojego brata Jaromira” po to, aby przeforsować jego kandydaturę na biskupa praskiego. Było to wymierzone przeciwko księciu Wratysławowi. Wojska polskie najprawdopodobniej stanęły na Śląsku, gdyż z kroniki Kosmasa wynika, że Wratysław przybył w okolice Kłodzka. Ponieważ Wratysław zgodził się na ustanowienie Jaromira biskupem praskim, nie doszło do wojny domowej w Czechach, a tym samym został chwilowo zażegnany konflikt polsko-czeski.
Gall Anonim opisuje wkroczenie Czechów do Polski, a następnie pościg Bolesława za nimi aż na Morawy. Jesienią 1071 Bolesław stawił się w Miśni przed cesarzem Henrykiem IV. Musiał zapewne udzielić odpowiedzi na skargę obecnego tam Wratysława. Kronikarz Lampert z Hersfeldu podaje, że między oboma książętami istniała „najniebezpieczniejsza zgoda” i dopiero cesarz nakazał im zawarcie pokoju i pozostanie przy swoich granicach. Bolesław wykorzystał zjazd miśnieński do nawiązania kontaktów z opozycją saską. W 1072 Bolesław zaatakował Czechy, zrywając w ten sposób układ miśnieński, w związku z czym 19 maja 1073 r. cesarz wezwał całe swoje rycerstwo na wyprawę przeciwko Polsce, jako odwet za złamanie pokoju z Czechami. Sasi zdołali nawiązać sojusz z Wieletami, odmówili udziału w wyprawie, a nawet podnieśli bunt przeciwko Henrykowi. Bunt ten uniemożliwił Henrykowi IV wyprawę przeciwko Polsce, ale także udzielenie pomocy Salomonowi, królowi Węgier.

## Stosunki z Rusią
Obalenie księcia kijowskiego Izjasława, który był połączony silnymi więzami rodzinnymi z dynastią piastowską (na początku lat 40. XI wieku ożeniony z Gertrudą córką Mieszka II), włączyło Polskę do walk wewnętrznych o Ruś.
W 1069 r. książę Bolesław poprowadził wielką wyprawę do Kijowa. Przeciwnikiem Izjasława był jego stryj Wszesław, który musiał uciekać. Doprowadziło to do przejęcia tronu przez Izjasława z powrotem. Lecz interwencja Polski nie została przyjęta pozytywnie na Rusi (Pamiętliwi Rusini ciągle wspominali spustoszenie Kijowa przez Bolesława Chrobrego). Bano się polskich rabunków. Doszło do rozmów pomiędzy Wszesławem i Świętosławem a Izjasławem. Prosili oni aby nie prowadził na nich Polaków, a jeśli zależy mu na pokoju, to niech „wejdzie z małym wojskiem”. Izjasław posłuchał i zostawił wojska polskie, udał się tylko z Bolesławem i niewielkim oddziałem. Rycerstwo chętnie szło na wyprawy wojenne, gdyż dawały one bogate łupy i brańców. Książę przywrócił Izjasławowi tron, ale dla polskiego rycerstwa ekspedycja nie była sukcesem. Nie pozwolono im rabować, a gdy tego próbowali, wystąpiła przeciwko nim ludność ruska. Bolesław zdołał jednak wymusić na Izjasławie znaczące odszkodowanie, co opisuje Gall Anonim. Już w marcu 1073 r., czyli w okresie największego napięcia w stosunkach Polski z Cesarstwem, Izjasław, protegowany Bolesława, utracił tron kijowski. Obalili go Świętosław i Wszewołod. Bolesław nie mógł ryzykować wyprawy na Ruś, ponieważ spodziewał się najazdu niemieckiego. Szybko porozumiał się ze Świętosławem, a ograbiony Izjasław udał się na dwór cesarski prosząc o pomoc, zaś syna, Jaropełka wysłał w tym samym celu do papieża Grzegorza VII. Misja ta została w Rzymie dobrze przyjęta, głównie ze względu na osobę księżnej Gertrudy, żony Izjasława, rzeczniczki podporządkowania Rusi papiestwu. Jaropełk zaproponował Grzegorzowi VII, w zamian za poparcie w przywróceniu do władzy Izjasława, oddanie Rusi pod zwierzchnictwo Stolicy Apostolskiej.

## Stosunki na Węgrzech
Na Węgrzech doszło do walki o tron pomiędzy królem Andrzejem I, a księciem Belą. Andrzej był popierany przez Niemców i Czechów, dlatego Polska wsparła Belę, aby przeciwstawić się Cesarstwu. Bolesław nie chciał dopuścić do czeskiej interwencji, dlatego uderzył na Morawy, aby wojska czeskie zaprzestały marszu na Budę i odpierały atak. Podczas zamieszek wewnętrznych zginął Andrzej i koronę otrzymał Bela I. Dzięki temu Polska zyskała sojusznika, lecz Bolesław zaniedbał w tym czasie politykę wewnętrzną i od Polski zostało oddzielone Pomorze Gdańskie (Wschodnie).
Bela po trzech latach rządów zmarł, a tron przejął syn Andrzeja – Salomon. Wypędził on synów Beli – Gejzę i Władysława. Dzięki Szczodremu Gejza mógł powrócić do ojczyzny, a nawet dostać w niej dzielnicę. W 1074 Gejza przejął władzę co spowodowało wygnanie Salomona. Natomiast trzy lata później umarł, a na tron powrócił wygnany Salomon. Wtedy doszło do kolejnej interwencji Polski, w wyniku której na tronie zostaje osadzony brat Gejzy.

## Polityka wewnętrzna
Dzięki Bolesławowi powrócono do samodzielnej polityki monetarnej (emisja srebrnych denarów). Zasługą króla było również ufundowanie opactw benedyktyńskich w Mogilnie, Tyńcu, Wrocławiu, Lubiniu, a także odbudowanie katedry w Gnieźnie. Bolesław rządził zdecydowanie, ponieważ miał na celu centralizację władzy, co nie podobało się możnym. Niezadowolenie stało się przyczyną zawiązania antykrólewskiego buntu, na czele którego stanął biskup ze Szczepanowa, Stanisław. Celem spiskowców było obalenie Bolesława i powołanie na tron krakowski jego młodszego brata, Władysława Hermana.

## Organizacja Kościoła za czasów Bolesława

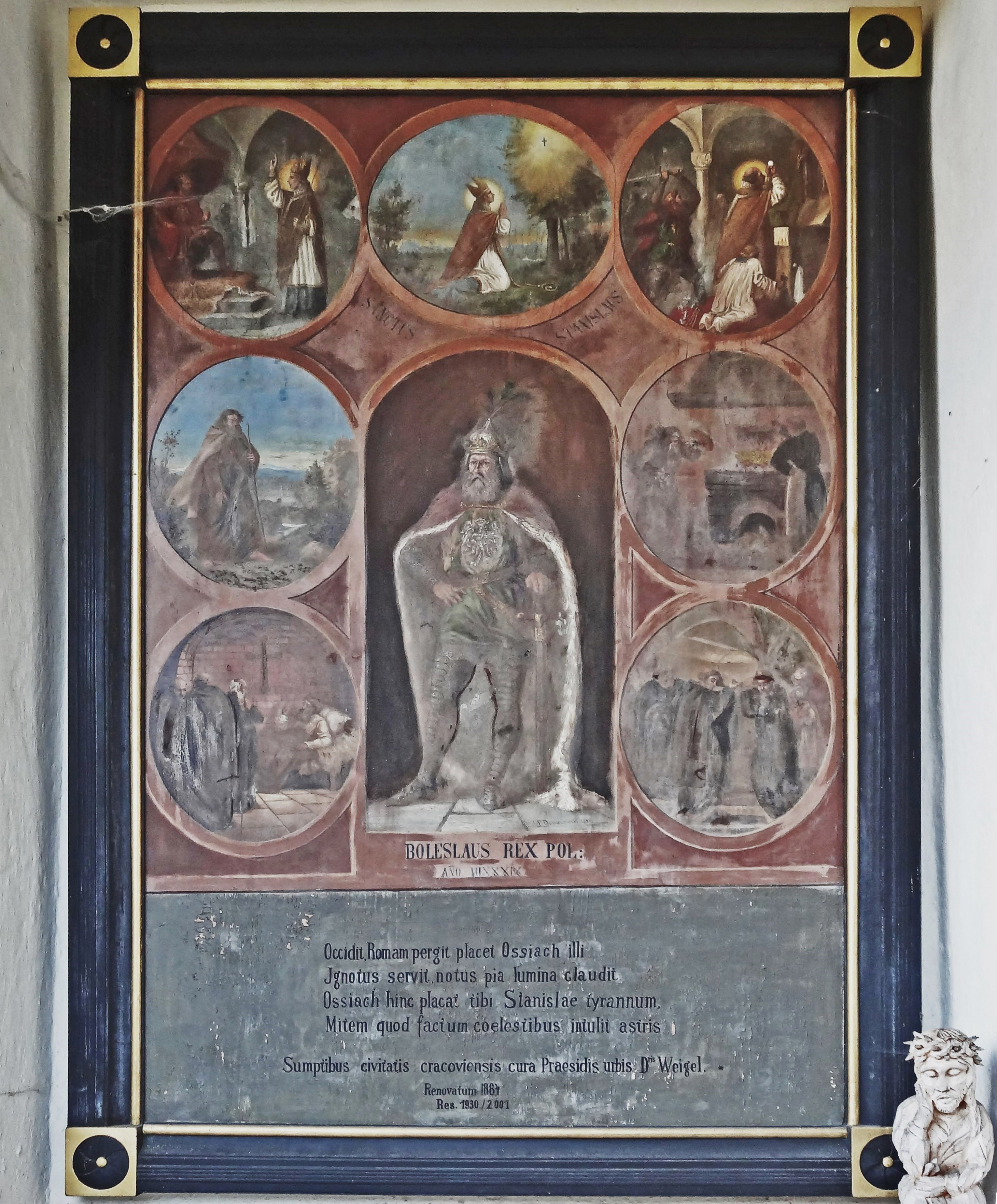
Epitafium Bolesława II w Ossiachu w obecnej Austrii w kraju związkowym Karyntia, gdzie znajduje się jego grób.

Kazimierz Odnowiciel zostawił swojemu synowi wiele do zrobienia jeśli chodzi o odbudowę struktur kościelnych w Polsce po nawrocie wierzeń przedchrześcijańskich w latach 30. XI stulecia. Jednym z sukcesów Bolesława była konsekracja katedry w Gnieźnie w 1064, zniszczonej w 1038 podczas najazdu czeskiego. Metropolia gnieźnieńska zaczęła funkcjonować dopiero około 1075, prawdopodobnie pod rządami arcybiskupa Bogumiła. Odnowienie metropolii było sprawą kluczową dla utrzymania samodzielności polskiego Kościoła. Jeszcze w czasach Odnowiciela uprawnienia arcybiskupie (ale nie sam tytuł) zdobył biskup krakowski Aron, a jego następca Suła-Lambert nie otrzymał już tych uprawnień. Kłopoty związane z ich brakiem skończyły się wraz z ożywieniem metropolii gnieźnieńskiej.
Szczodry przyczynił się też do odnowienia biskupstwa w Poznaniu, a ponadto, do założenia diecezji mazowieckiej w Płocku. Przypuszczalnie wpływ na tę decyzję miał jego brat Władysław Herman. Każde z biskupstw wymagało odpowiedniego uposażenia materialnego i tego Szczodry nie skąpił. Wspomagał on rozbudowę sieci klasztornej. Szczodry wspierał klasztor w Tyńcu i Mogilnie, lecz z jego inicjatywy powstały także m.in. opactwo benedyktyńskie w Lubiniu, Płocku i Wrocławiu. Przybywali do nich mnisi z Niemiec. Chrystianizację radykalnie opóźniła reakcja pogańska, która nadal trwała obok odbudowy organizacji kościelnej. Wynikała z tego konieczność ścisłego związania Kościoła z monarchią.

## Rodzina

### Małżeństwo i potomstwo
Imię żony Bolesława Szczodrego oraz jej pochodzenie nie jest znane. Obecnie przyjmuje się, że najprawdopodobniej pochodziła z Niemiec lub Rusi. Ślub miał miejsce przed 1069 rokiem, kiedy urodził się ich jedyny znany potomek – syn Mieszko. Wiadomo, że przeżyła męża i w 1086 roku powróciła do Polski z synem. Uczestniczyła w pogrzebie tego ostatniego w 1089 roku. Jej dalsze losy nie są znane.
Kronikarz Jan Długosz twierdził, że żona Bolesława II Szczodrego miała na imię Wyszesława i pochodziła z dynastii Rurykowiczów. Przekaz ten za błędny uznał w 1895 roku Oswald Balzer, którego pogląd spotkał się z akceptacją w literaturze przedmiotu. Pojawił się również pogląd, że żoną Bolesława była prawdopodobnie królowa Agnieszka, której zgon został odnotowany w nekrologu ze Zwiefalten. Przypuszcza się też, że pochodziła z czeskiej dynastii Przemyślidów.

### Genealogia
| Mieszko II Lambert ur. 990 zm. 10 lub 11 V 1034 | Mieszko II Lambert ur. 990 zm. 10 lub 11 V 1034 |                                                       |                                                       | Rycheza ur. ok. 993 zm. 21 III 1063 | Rycheza ur. ok. 993 zm. 21 III 1063 |  |  | Włodzimierz I Wielki ur. ? zm. 15 VII 1015 | Włodzimierz I Wielki ur. ? zm. 15 VII 1015 |                                                 |                                                 | NN ur. ? zm. po 1018 | NN ur. ? zm. po 1018 |
|                                                 |                                                 |                                                       |                                                       |                                     |                                     |  |  |                                            |                                            |                                                 |                                                 |                      |                      |
|                                                 |                                                 |                                                       |                                                       |                                     |                                     |  |  |                                            |                                            |                                                 |                                                 |                      |                      |
|                                                 |                                                 | Kazimierz I Odnowiciel ur. 25 VII 1016 zm. 28 XI 1058 | Kazimierz I Odnowiciel ur. 25 VII 1016 zm. 28 XI 1058 |                                     |                                     |  |  |                                            |                                            | Dobroniega ur. w okr. 1010–1016 zm. 13 XII 1087 | Dobroniega ur. w okr. 1010–1016 zm. 13 XII 1087 |                      |                      |
|                                                 |                                                 |                                                       |                                                       |                                     |                                     |  |  |                                            |                                            |                                                 |                                                 |                      |                      |
|                                                 |                                                 |                                                       |                                                       |                                     |                                     |  |  |                                            |                                            |                                                 |                                                 |                      |                      |
|                                                 |                                                 |                                                       |                                                       |                                     |                                     |  |  |                                            |                                            |                                                 |                                                 |                      |                      |

|  |  | Władysław I Herman ur. ? zm. ? OO ? | Władysław I Herman ur. ? zm. ? OO ? | Bolesław II Szczodry ur. 1041–1042 zm. 2 lub 3 IV 1082 | Bolesław II Szczodry ur. 1041–1042 zm. 2 lub 3 IV 1082 |  |  |  |  |
|  |  |                                     |                                     |                                                        |                                                        |  |  |  |  |
|  |  |                                     |                                     |                                                        |                                                        |  |  |  |  |
|  |  |                                     |                                     |                                                        |                                                        |  |  |  |  |
|  |  |                                     |                                     | Mieszko Bolesławowic ur. 1069 zm. 1089                 |                                                        |  |  |  |  |

### Grobowiec Bolesława

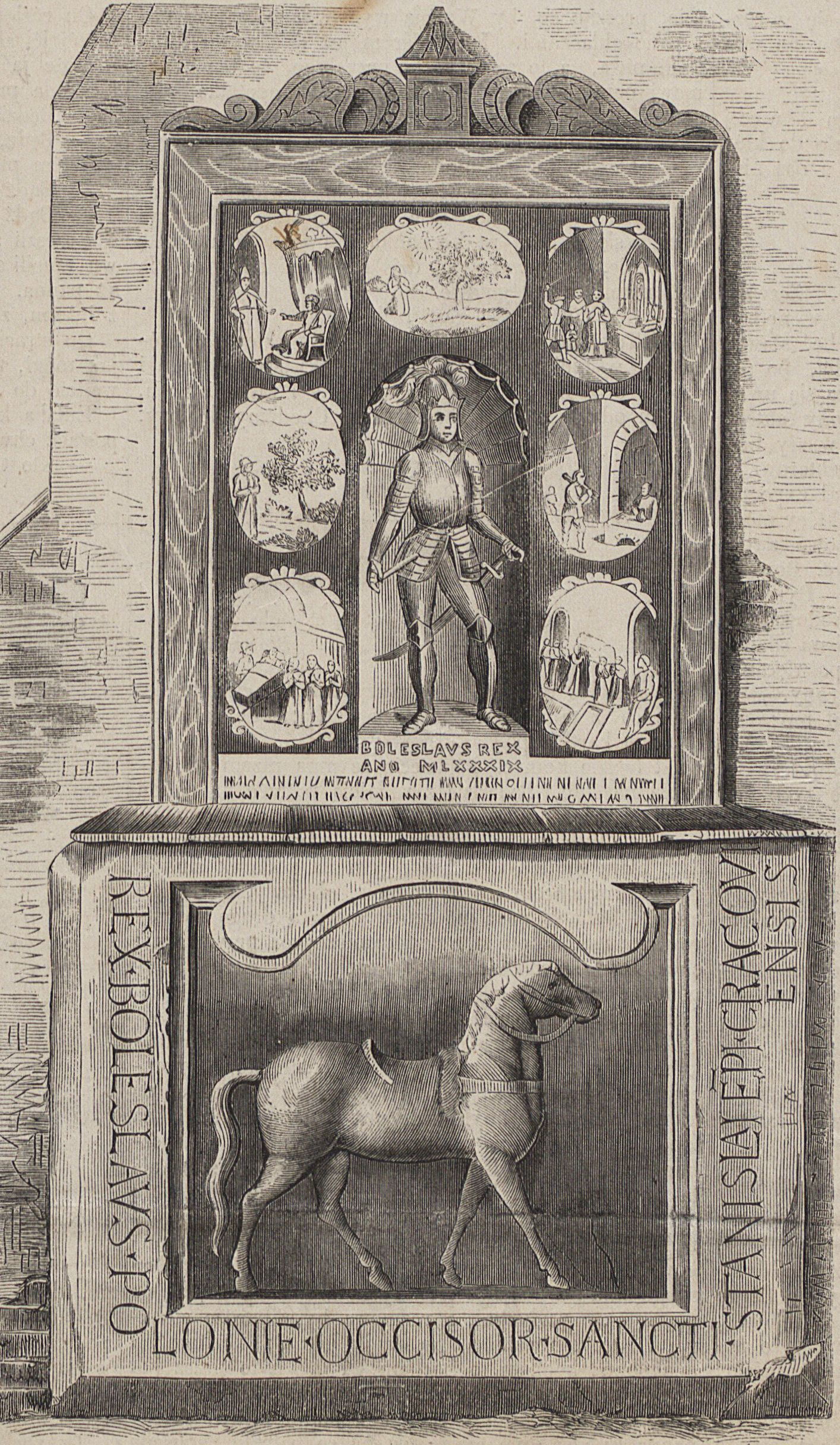
Grobowiec Bolesława Śmiałego w Ossiachu, drzeworyt z „Tygodnika Ilustrowanego”, 1864

Na cmentarzu benedyktyńskiego klasztoru w Ossiach (Karyntia) znajduje się grób z kamienną, starożytną płytą nagrobną rzymskiego legionisty z wyrzeźbionym wizerunkiem konia bez siodła z inskrypcją: (łac.) Rex Boleslaus Polonie occisor sancti Stanislai Epi Cracoviensis (pol. Bolesław król Polski, zabójca świętego Stanisława, biskupa krakowskiego). Grób tzw. zewnętrzny stanowi wspomniana płyta, wmurowana w ścianę kościoła od strony cmentarza, wychodzącą na stronę jeziora Ossiach, otoczona żelazną balustradą z inskrypcją: (łac.) Sarmatis peregrinantibus salus. Grób wewnętrzny znajduje się w łukowo sklepionej przypodłogowej niszy wewnątrz kościoła. Widnieje na nim płyta z inskrypcją: (łac.) Boleslaus Rex Poloniae. W latach 1953 i 1955 przeprowadzono badania grobu (pod kierownictwem Karoliny Lanckorońskiej), które stwierdziły pochodzenie grobu z wieku XI. Z drugiej strony sporą popularnością cieszy się hipoteza (wysunięta przez Zofię Kozłowską-Budkową), że zwłoki króla w 1086 roku zostały przeniesione do opactwa w Tyńcu.

## Bolesław Szczodry w kulturze
- Boleszczyce: Powieść z czasów Bolesława Szczodrego – powieść historyczna Józefa Ignacego Kraszewskiego z 1877 r., należąca do cyklu Dzieje Polski.
- Bolesław Śmiały – film historyczny z 1971 r. o konflikcie między królem Bolesławem Śmiałym a biskupem Stanisławem.
- Imiennik – Śladem pradziada – powieść historyczna autorstwa Karola Bunscha, której akcja rozgrywa się w czasach Bolesława Szczodrego, łącznie z koronacją króla.
- Imiennik – Miecz i pastorał – kontynuacja poprzedniej części; opisuje konflikt między królem Bolesławem a biskupem Stanisławem, którego król skazuje na „obcięcie członków”.
- Bolesław Śmiały - rapsod autorstwa Stanisława Wyspiańskiego.
- Bolesław Śmiały - dramat Stanisława Wyspiańskiego
- Seria Crusader Kings - jednym z grywalnych władców, zarówno w Crusader Kings II jak i Crusader Kings III jest Bolesław II Śmiały[22].

### Pomniki

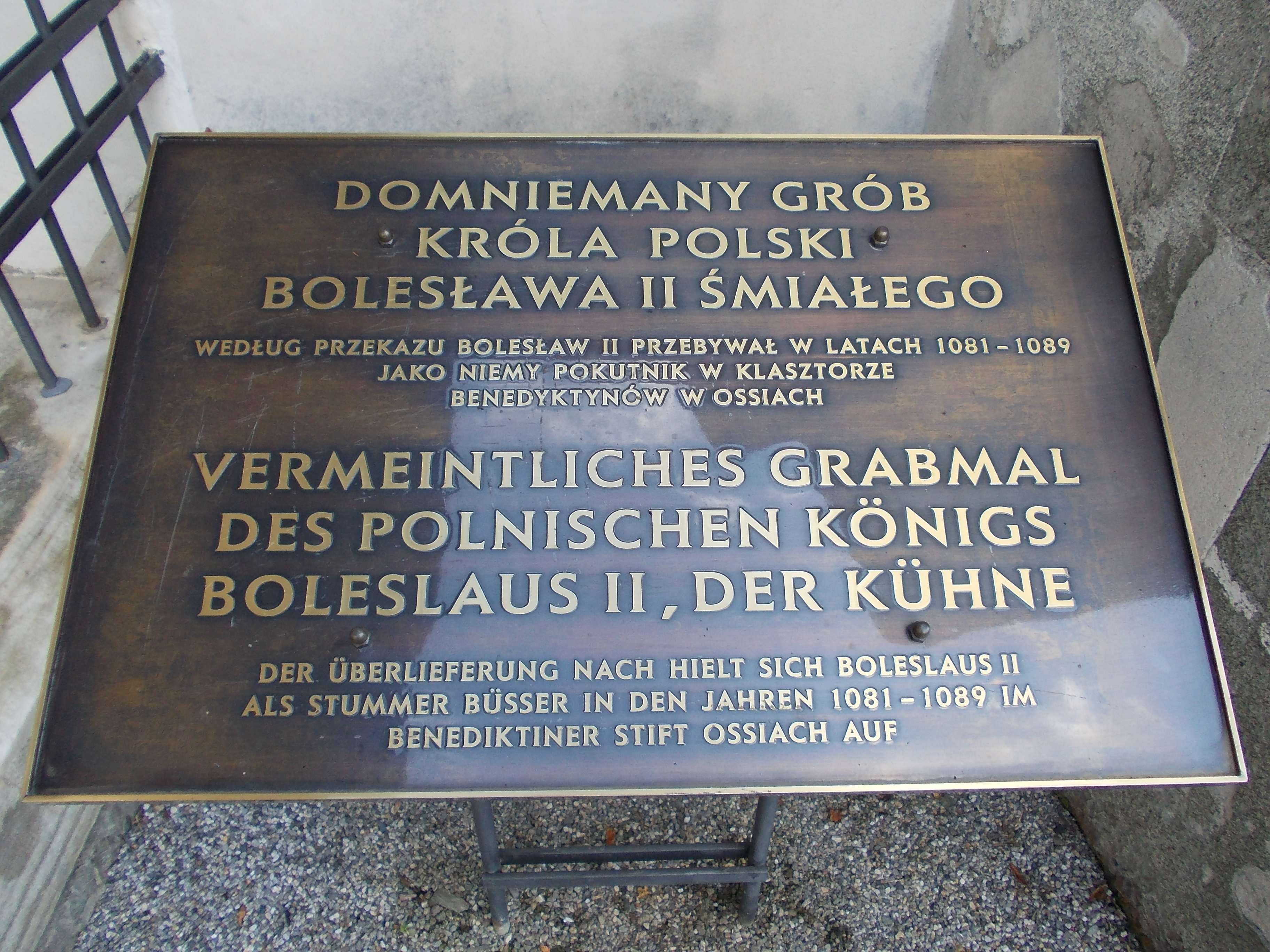
Tablica na domniemanym grobie Bolesława w Ossiachu.

- Od czerwca 2018 r. króla upamiętnia jeden z posągów na trasie Traktu Królewskiego w Gnieźnie. Autorem rzeźby jest poznański artysta, Rafał Nowak[23].
- Bolesława Szczodrego upamiętnia renesansowa płaskorzeźba umieszczona w portalu bramy wjazdowej Zamku Piastów Śląskich w Brzegu.
- Pamiątkowa tablica w Ossiachu w Austrii – domniemanym miejscu pochówku.